# April, and a flower
Albums de Chen
Dear my dear
(2019)
Singles
1. Beautiful Goodbye
Sortie : 1er avril 2019

April, and a flower (사월, 그리고 꽃) est le premier EP de l'artiste Chen, un des membres du boys band sud-coréano-chinois EXO, et est sorti le 1er avril 2019 sous SM Entertainment et distribué par IRIVER.

## Contexte et sortie
Le 8 mars 2019, le média sud-coréen TV Report a révélé que Chen se préparait à sortir un mini-album solo en avril, et qu'il réglait actuellement des détails comme la planification du tournage du clip-vidéo. Peu de temps après, SM Entertainment a annoncé : « Chen prépare actuellement son album solo. Le planning exact de son comeback sera révélé quand il aura été confirmé. ». 
Le 19 mars, une première image teaser est mise en ligne où l'on peut y voir le titre de son futur premier mini-album qui s'intitule April, and a flower. Il a également été révélé que cet opus contiendra six chansons. Le 22 mars, la liste des chansons présents et autres détails sur l'album ont été dévoilés. Du 26 au 31 mars, des photos teasers sont postées régulièrement. Les 27 et 28 mars, des medleys des chansons figurant sur l'album ont été mises en ligne sur YouTube. Le 29 mars, un premier teaser du clip est sorti. Enfin, le 1er avril, l'album sort dans les bacs ainsi que le clip musical de "사월이 지나면 우리 헤어져요 (Beautiful Goodbye)", dont le titre est présenté comme single de l'EP.

## Promotion
Le jour de la sortie du mini-album, Chen a tenu un showcase, le "Chen’s April Busking" au SMTOWN Coex Artium, l'événement a été animé par Xiumin et retransmis en direct sur V Live. Il a interprété "사월이 지나면 우리 헤어져요 (Beautiful Goodbye)", a également partagé des anecdotes de tournage du clip et la production du mini-album. 
Les 2 et 3 avril, il a participé à deux émissions de radio. Par la suite, le 5 avril, il a commencé à interpréter le single principal dans les émissions musicales sud-coréennes. Le lendemain, le chanteur a organisé un fansign à Sinchon. Le 20 avril, il a réitéré l'événement à Busan et à Daegu.

## Accueil

### Succès commercial
Au lendemain de sa sortie, il a été révélé que celui-ci avait pris la première place du Top Albums Charts de iTunes dans 32 pays différents.

## Liste des titres
| April, and a flower | April, and a flower                             | April, and a flower  | April, and a flower                   | April, and a flower | April, and a flower | April, and a flower | April, and a flower | April, and a flower | April, and a flower |
| No                  | Titre                                           | Auteur               | Producteur(s)                         | Durée               |                     |                     |                     |                     |                     |
| ------------------- | ----------------------------------------------- | -------------------- | ------------------------------------- | ------------------- | ------------------- | ------------------- | ------------------- | ------------------- | ------------------- |
| 1.                  | 꽃 (Flower)                                     | Chen, JQ             | Kim Jae-hee                           | 4:01                |                     |                     |                     |                     |                     |
| 2.                  | 사월이 지나면 우리 헤어져요 (Beautiful Goodbye) | Jisoo Park (Joombas) | Jisoo Park, MooF (Joombas)            | 4:29                |                     |                     |                     |                     |                     |
| 3.                  | 하고 싶던 말 (Sorry Not Sorry)                  | Paul Kim             | PENOMECO                              | 4:26                |                     |                     |                     |                     |                     |
| 4.                  | 사랑의 말 (Love Words)                          | Kenzie               | Kenzie                                | 3:36                |                     |                     |                     |                     |                     |
| 5.                  | 먼저 가 있을게 (I'll Be There)                  | Min Yeon-jae         | KingMing                              | 4:12                |                     |                     |                     |                     |                     |
| 6.                  | 널 그리다 (Portrait of You)                     | Seo Ji-eum           | Andreas Stone Johansson, Ricky Hanley | 4:12                |                     |                     |                     |                     |                     |
| 24:56               |                                                 |                      |                                       |                     |                     |                     |                     |                     |                     |

## Classements

### Classements hebdomadaires
| Classements                            | Meilleure position |
| -------------------------------------- | ------------------ |
| South Korea (Gaon)                     | 2                  |
| US World Albums (Billboard)            | 3                  |
| US Independent Albums (Billboard)      | 33                 |
| French Download Albums (SNEP)          | 33                 |
| US Heatseekers Albums (Billboard)      | 7                  |
| UK Independent Albums (OCC)            | 92                 |
| Japan Hot Albums (Billboard Japan)     | 34                 |
| Japanese Top Download Albums (Oricon)  | 9                  |
| Japanese International Albums (Oricon) | 8                  |
| Japanese Albums (Oricon)               | 51                 |

### Classement annuel
| Classement         | Meilleure position |
| ------------------ | ------------------ |
| South Korea (Gaon) | 29                 |

## Ventes
| Pays                    | Ventes  |
| ----------------------- | ------- |
| South Korea (Gaon)      | 212 252 |
| Japan (Oricon)          | 3 220   |
| China (QQ Music)        | 87 500  |
| USA (Nielsen Soundscan) | 1 000   |

## Prix et nominations

### Programmes de classements musicaux
| Chanson             | Programme              | Date          |
| ------------------- | ---------------------- | ------------- |
| "Beautiful Goodbye" | Show! Music Core (MBC) | 13 avril 2019 |
| "Beautiful Goodbye" | Inkigayo (SBS)         | 14 avril 2019 |

## Historique de sortie
| Pays         | Date           | Format                   | Label                    |
| ------------ | -------------- | ------------------------ | ------------------------ |
| Corée du Sud | 1er avril 2019 | CD, Téléchargement légal | SM Entertainment, IRIVER |
| Monde entier | 1er avril 2019 | Téléchargement légal     | SM Entertainment         |